# سلواتسانو دنترو
سلواتسانو دنترو (به ایتالیایی: Selvazzano Dentro) یک کومونه در ایتالیا است که در استان پادووا واقع شده‌است.

## خصوصیات
سلواتسانو دنترو ۱۹٫۵۸ کیلومترمربع مساحت و ۲۲٬۳۰۵ نفر جمعیت دارد و ۱۸ متر بالاتر از سطح دریا واقع شده‌است.